# Warm and Tender
Warm and Tender è il quattordicesimo album in studio della cantante britannico-australiana Olivia Newton-John, pubblicato nel 1989.

## Tracce
1. Jenny Rebecca – 3:46 (Carol Hall)
2. Rocking – 3:05 (Tradiz; Percy Dearmer)
3. Way You Look Tonight – 2:59 (Jerome Kern, Dorothy Fields)
4. Lullaby, Lullaby, My Lovely One – 1:16
5. You'll Never Walk Alone – 2:49 (Richard Rodgers, Oscar Hammerstein II)
6. Sleep My Princess – 1:08
7. The Flower That Shattered the Stone – 3:22 (Joe Henry, John Jarvis)
8. Twinkle Twinkle Little Star – 0:55 (Traditional)
9. Warm and Tender – 3:21 (Newton-John, Farrar)
10. Rock-a-bye Baby – 0:42
11. Over the Rainbow – 3:26 (Harold Arlen, E. Y. Harburg)
12. Twelfth of Never – 4:23 (Paul Francis Webster, Jerry Livingston)
13. All the Pretty Little Horses – 1:10 (Traditional)
14. When You Wish upon a Star – 3:22 (Ned Washington, Leigh Harline)
15. Reach Out for Me (with Brahms Lullaby) – 5:55 (Burt Bacharach, Hal David)